# عمار رویعی

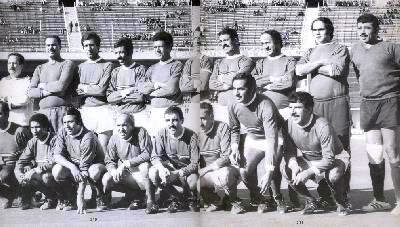
تیم ملی الجزایر

عمار رویعی (انگلیسی: Amar Rouaï؛ ۹ مارس ۱۹۳۲ – ۱۱ نوامبر ۲۰۱۷) بازیکن فوتبال اهل الجزایر بود.
از باشگاه‌هایی که در آن بازی کرده‌است می‌توان به باشگاه فوتبال آنژه اشاره کرد.
وی همچنین در تیم‌های ملی فوتبال الجزایر بازی کرده‌است.